# Gyna capucina
Gyna capucina es una especie de cucaracha del género Gyna, familia Blaberidae.

## Distribución
Esta especie se encuentra en Liberia, Ghana, Camerún, Guinea Ecuatorial (Bioko), Nigeria y República Democrática del Congo.